# フランツ・コッホ
フランツ・コッホ（Franz Koch, 1910年9月27日 - 1982年12月）は、オーストリア出身のホルン奏者。

## 経歴
ウィーンの生まれ。カール・シュティーグラーに師事し、ウィーン交響楽団の首席ホルン奏者を歴任した。

## 主な録音
- Trumpet concerto in E flat : (1796) ; Horn concerto in D : (1762). Haydn Society. (1953). OCLC 19603073
- Sonata for French horn and piano in E flat major, op. 28. Sonata for French horn and piano in E major, op. 44. SPA Records. (1960s). OCLC 13962850